# DFV Deutsche Familienversicherung
Koordinaten: 50° 7′ 11,4″ N, 8° 40′ 14″ O

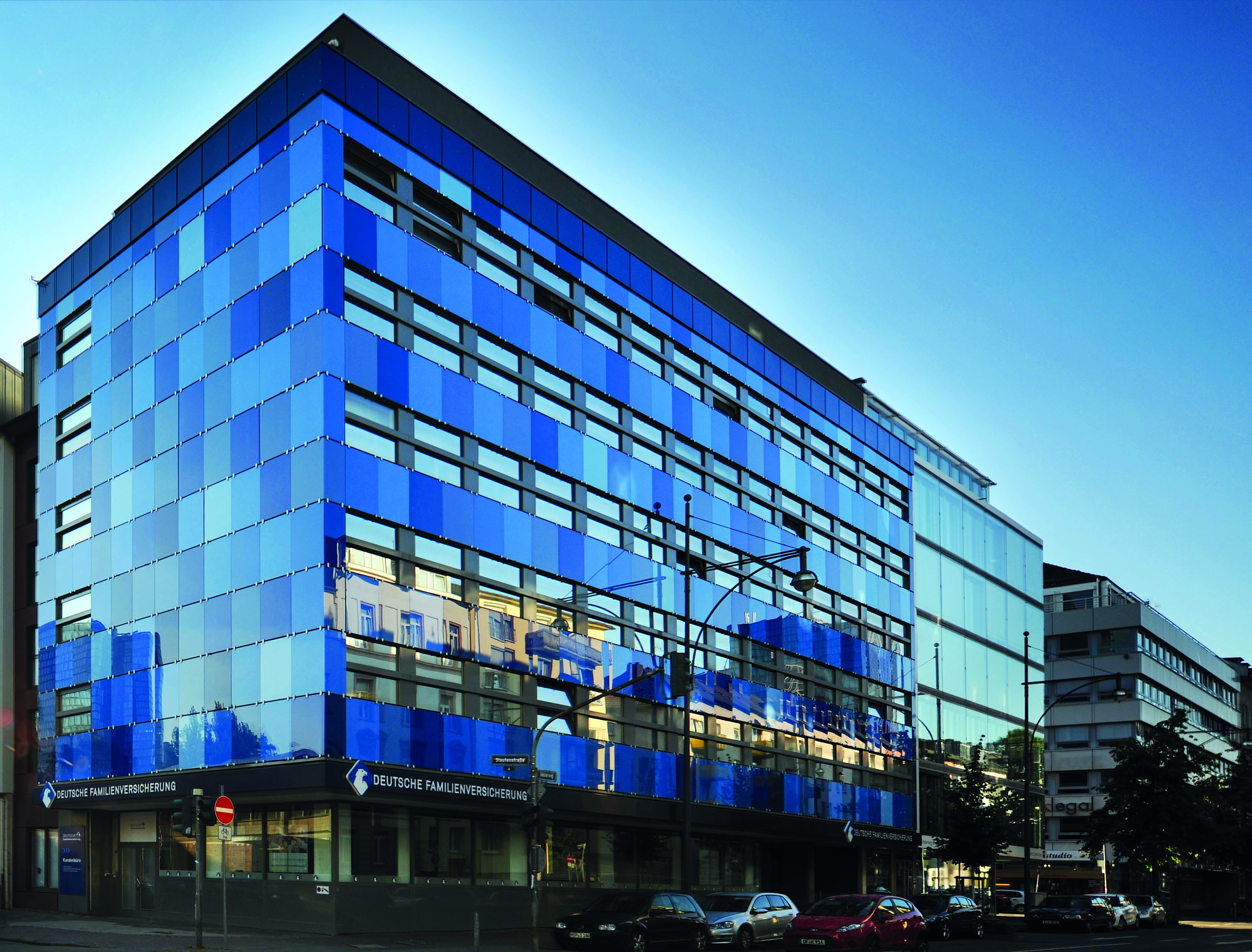
Aktueller Firmensitz der DFV Deutsche Familienversicherung AG im Reuterweg 47, 60323 Frankfurt a. M.

Die DFV Deutsche Familienversicherung AG ist eine deutsche Aktiengesellschaft der Versicherungswirtschaft mit Sitz in Frankfurt am Main. Die Aktien werden seit dem 4. Dezember 2018 im Prime Standard an der Frankfurter Börse gehandelt.

## Unternehmen
Seit dem 1. April 2007 betreibt das Unternehmen seine Geschäfte. Das Unternehmen ist vertrieblich als Direktversicherung organisiert und bietet Produkte aus den Bereichen Sachversicherungen, Haftpflicht- und Unfallversicherung im gesamten Bundesgebiet an. Neben diesen werden Krankenversicherungen und Lebensversicherungen beziehungsweise Altersvorsorgeprodukte vertrieben. Vertriebswege der Produkte sind neben dem direkten Vertrieb per Internet und Telefon der Maklervertrieb und der über Mehrfachagenten.
Seit dem 17. Dezember 2012 vertreibt die DFV Zusatzversicherungen unter der Marke KKH Meinplus über die Kaufmännische Krankenkasse – KKH.

## Börsengang 2018
Für den 14. November 2018 war ein Börsengang im Prime Standard an der Frankfurter Börse vorgesehen. Aufgrund des Marktumfeldes war eine Platzierung zu einem Aktienpreis von 27 bis 23 Euro jedoch nicht möglich. Daher erfolgte der Börsengang drei Wochen später mit einem reduzierten Ausgabepreis von 12 Euro, dafür wurde das Volumen auf 4,37 Millionen Aktien erhöht. Die Einnahmen des Unternehmens aus dem IPO betrug damit 52 Millionen Euro (statt wie ursprünglich vorgesehen 79 Millionen Euro). Die bisherigen Aktionäre halten im Zusammenhang mit dem Börsengang ihre Anteile. Die Erträge aus den neu ausgegebenen Aktien sollen in Werbung und Vertrieb fließen.
Das Unternehmen verfügte zum Zeitpunkt des Börsengangs über einen Bestand von 420.000 Policen. Zum Ende des Jahres 2022 verwaltete das Unternehmen 581.138 Versicherungsverträge, davon wurden im Geschäftsjahr 2022 über 63.900 Stück abgeschlossen. Die Bestandsbeiträge beliefen sich zum 31. Dezember 2022 auf 187,8 Millionen Euro.
Im September 2024 gab das Unternehmen den Abschluss einer Delisting-Vereinbarung mit der Luxemburger Holdinggesellschaft Haron bekannt, die bis dahin 9,3 % der Aktien hielt und deren Eigentümer Luca Pesarini weitere 15,7 % hielt. Im Rahmen der Vereinbarung sollte die DFV darauf hinarbeiten, die Zulassung ihrer Aktien zum Handel an der Frankfurter Börse widerrufen zu lassen. Den Inhabern von Stückaktien sollte ein Angebot zum Kauf gemacht werden. Mit den bestehenden Großaktionären sollen Nichtandienungsvereinbarungen geschlossen worden sein, um zu bewirken, dass das Übernahmeangebot von diesen nicht wahrgenommen wird.